# Jacques Morel (sculpteur)
Pour les articles homonymes, voir Jacques Morel et Morel.

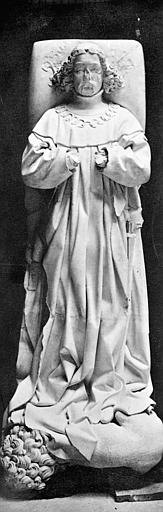
Tombeau de Charles Ier de Bourbon, prieuré Saint-Pierre-et-Saint-Paul de Souvigny.

Jacques Morel, né à Lyon vers 1390, et mort à Angers avant le 9 septembre 1459, est un sculpteur français.
Il est l'oncle du sculpteur Antoine Le Moiturier.

## Biographie
Jacques Morel est le fils de Pierre Morel (mort en 1402), sculpteur ayant exercé à Lyon.
Il est maître d'œuvre sur la primatiale Saint-Jean entre le 8 novembre 1418 et 1425. Il réalise alors le tombeau du cardinal de Saluces (détruit). Le marché a été passé le 30 septembre 1420. Il quitte Lyon en 1425, séjourne à Toulouse où il épouse Jeanne Bonnebroche, puis quitte la ville alors qu'il est veuf, en 1429. 
Il est à Avignon de 1429 jusqu'en 1433, où il travaille sur le grand retable de la cathédrale.
Il passe ensuite à Béziers, et on le retrouve en 1433 à Montpellier où on le met en prison pour ne pas avoir exécuté une commande. Vers 1435, il épouse en deuxièmes noces Francesia, veuve de l'argentier Bertomieu de Lafon.
Par comparaison stylistique, on lui attribue la sculpture du Jardin des Oliviers dans la cathédrale de Rodez.
Il est présent à Avignon entre 1441 et 1445, où il a un atelier rue Peyrolerie, près de la collégiale Saint-Pierre. Il a dû sculpter, vers 1441, la Mise au tombeau pour la chapelle de la famille Galléan. Pendant cette période commence l'apprentissage de son neveu, Antoine Le Moiturier. Dans un acte passé à Avignon, le 27 mai 1443, il fait une donation aux Frères prêcheurs de Toulouse en mémoire de sa femme, Jeanne Bonnebroche, et leur donnait une certaine quantité d'albâtre qui s'y trouvait. Jacques Baudoin lui attribue la statue Nostre Dame de Grasse de la chapelle des Jacobins de Toulouse, actuellement au musée des Augustins de Toulouse.
Entre 1445 et 1448, il est de nouveau à Montpellier où il s'est engagé à surveiller pendant quatre mois par an les travaux dans la cathédrale de Rodez. 
Le 24 juin 1448, il signe à Lyon le contrat pour l'exécution des tombeaux de Charles Ier de Bourbon et de son épouse Agnès de Bourgogne, fille de Jean Sans Peur, se trouvant dans la chapelle Neuve de l'église prieurale du prieuré Saint-Pierre-et-Saint-Paul de Souvigny. Pour leur réalisation, il a séjourné à Souvigny jusqu'en 1453.
Le 15 octobre 1448, Jacques Morel signe un contrat pour sculpter le portail sud de la cathédrale de Rodez, suivant des patrons nouveaux, voire modernes. Il est alors maître d'œuvre comme à Lyon. Le programme initial prévoyait cent huit images. Ce contrat étant subordonné à celui de Souvigny, Jacques Morel n'est obligé que de résider temporairement à Rodez. Il a engagé Pierre Viguier pour travailler avec lui à ce programme. Quand Jacques Morel quitte le chantier en 1456 sans l'avoir terminé, il est repris par le maître-maçon Thibaut Saunier qui va modifier le projet avec Pierre Viguier comme adjoint pour la sculpture à partir de 1459. Jacques Baudoin lui attribue la Vierge acheté par le musée de Hambourg en 1954, qui pourrait être un élément du tympan du portail sud.
En 1449, de nouveau veuf, il épouse en troisièmes noces Françoise del Bechse à Figeac. En 1450, les consuls de Cordes lui demandent de vérifier la stabilité des églises Saint-Michel et Notre-Dame.
On lui a attribué, sans preuve, le tombeau d'Agnès Sorel se trouvant dans la collégiale Saint-Ours de Loches. Un argument en faveur de cette attribution vient d'une lettre qu'il écrit en 1453 à un commanditaire avignonnais quand il est à Souvigny et qu'il ne peut se rendre à Avignon car il est en train de travailler pour le roi de France.
Le roi René l'invite à Angers en 1456, où il doit exécuter son tombeau (détruit). Il y meurt avant de l'avoir complètement terminé, comme l'indique un courrier des officiers du roi René daté du 9 septembre 1459 : « Sire, maistre Jacques Moreau est allé de vie à trespassement en debte envers plusieurs personnes et n'a esté trouvé riche en or et en argent que de V sols ».

## Œuvres répertoriées

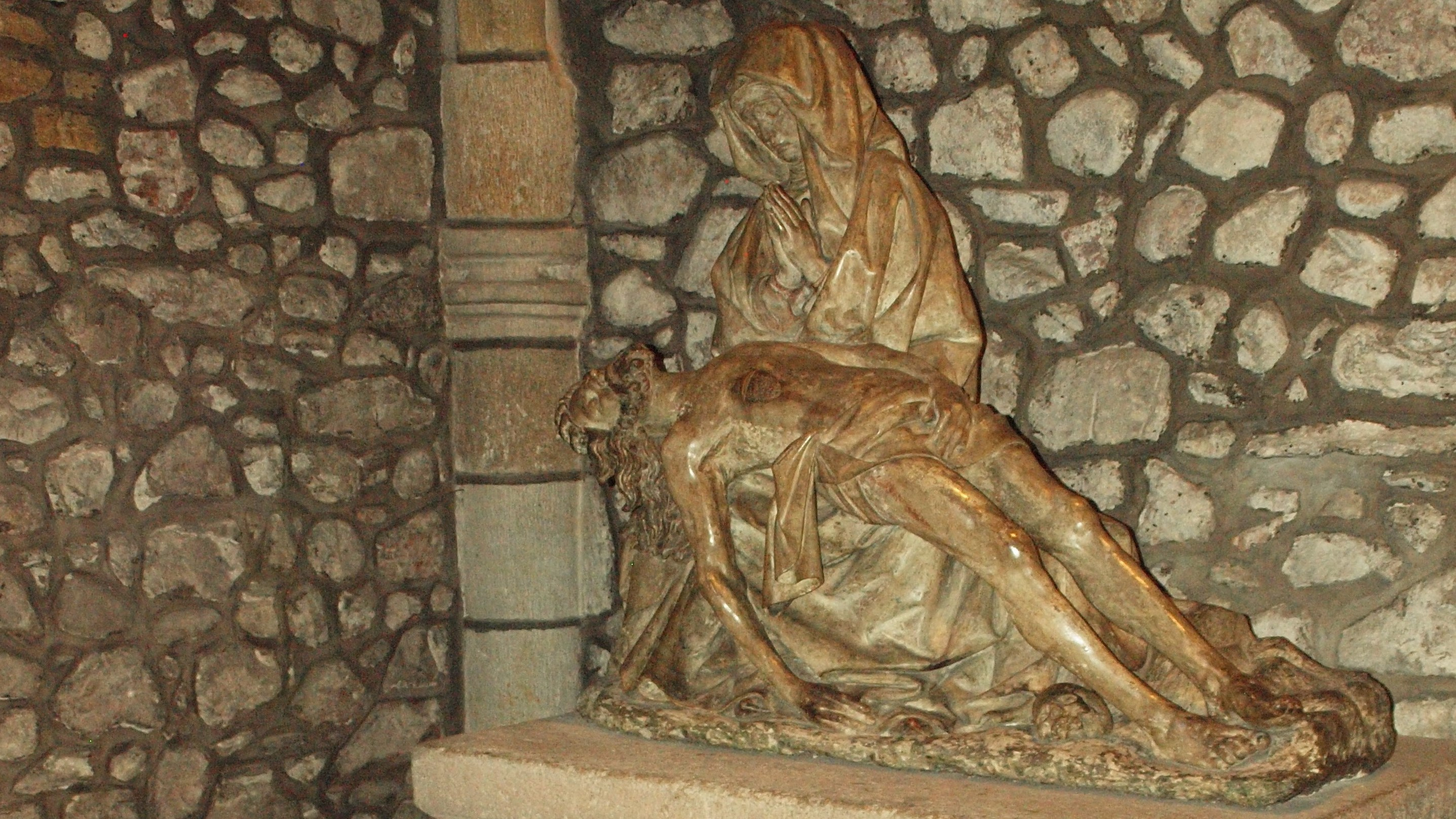
Pietà de l'église Notre-Dame à Montluçon

- Buste-reliquaire de saint Jean-Baptiste pour l'abbatiale Sainte-Marie à Quarante en 1441, buste-reliquaire en argent, seul témoignage de son activité d'orfèvre[4];  Classé MH en tant qu'objet monument historique[5],
- Vierge de Pitié de l'église Notre-Dame à Montluçon[6];  Classé MH en tant qu'objet monument historique[7],
- Tombeau du cardinal de Saluces, à Lyon (détruit),
- Retable destiné au maître-autel de la cathédrale d'Avignon (détruit),
- Tombeau de Charles Ier de Bourbon et d'Agnès de Bourgogne, c'est la seule œuvre subsistante, quoique mutilée, qu'on puisse lui attribuer avec certitude,
- Tombeau d'Agnès Sorel à Loches (attribution),
- Tombeau du roi René à Angers (détruit).

Dans l'analyse de son œuvre, il a été classé dans l'école de sculpture bourguignonne. Il a été influencé par les sculpteurs flamands qui ont travaillé à Dijon pour le duc de Bourgogne. Il a pu en rencontrer à Lyon, car on a au moins la trace d'un Villequin « li Flamens » qui se trouve à Lyon en 1398, probablement Villequin Smont, un aide de Claus Sluter, qui a travaillé à Dijon en 1393-1394. Il a été en contact avec Jean de la Huerta car ce dernier devait surveiller l'extraction de l'albâtre de Salins servant à l'exécution du tombeau de Souvigny. Cependant, si on doit lui attribuer le tombeau d'Agnès Sorel, son style n'est plus bourguignon. Certains auteurs, comme Natalis Rondot, l'ont qualifé de lyonnais, de rhodanien, de provençal, en faisant de lui un artiste méridional, et plus précisément avignonnais.

## Élèves
- Antoine Le Moiturier (1425-1497)